# Arminio Janner
Arminio Janner (* 4. Juli 1886 in Bellinzona; † 11. Juli 1949 in Basel) war ein Schweizer Professor und Publizist.

## Leben und Werk

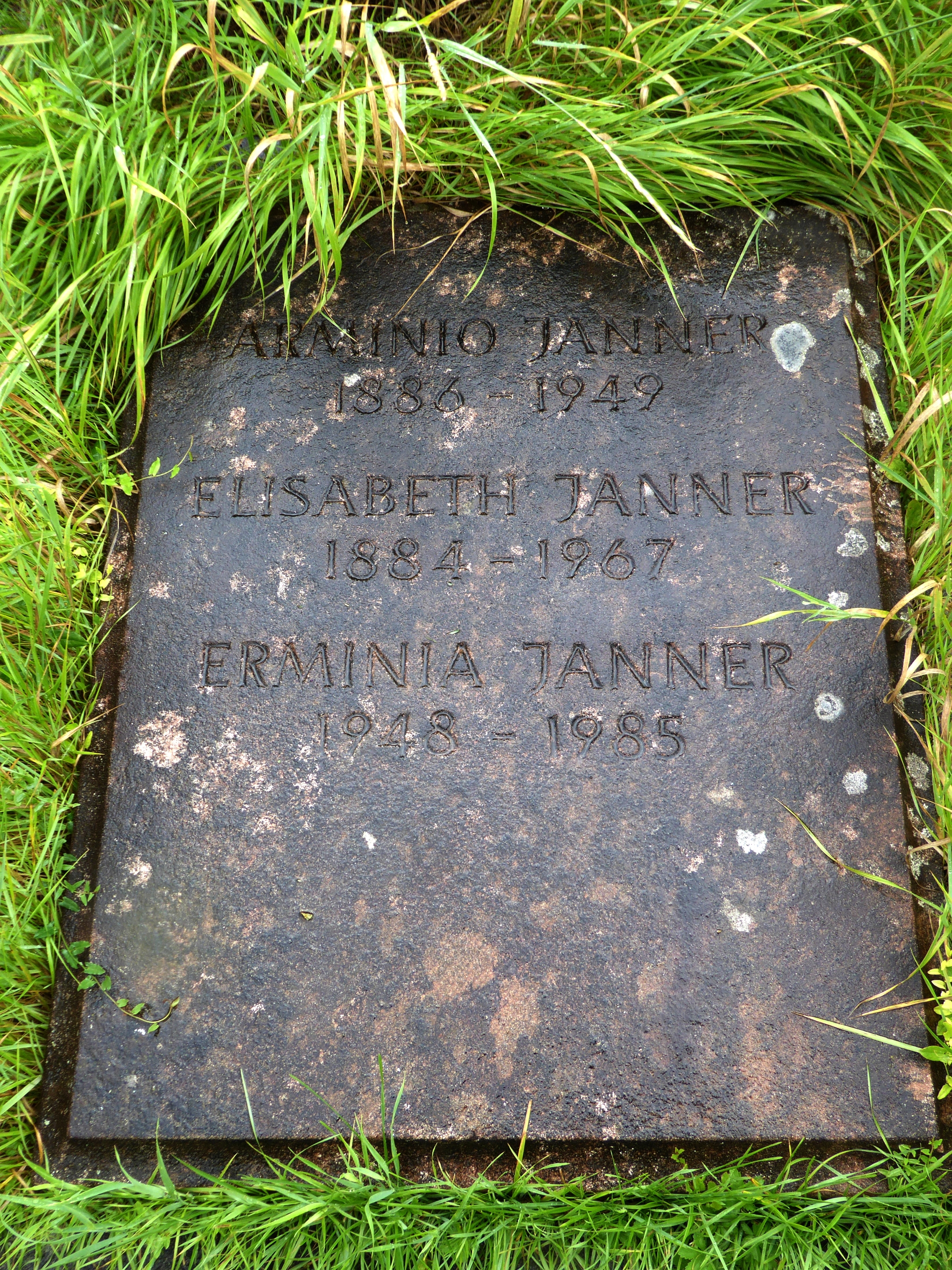
Grab auf dem Friedhof am Hörnli

Arminio Janner war der Sohn des Lehrers Antonio Janner. Er studierte Mathematik und Philosophie und beendete sein Studium mit dem Doktorat.
Er unterrichtete seit 1911 am Gymnasium in Lugano und am Lehrerseminar in Locarno, bevor er 1916 Dozent an der Universität Basel wurde. 1931 erhielt er den Lehrstuhl für italienische Literatur und hielt Vorlesungen bis zu seinem Tod.
Arminio Janner war verheiratet. Sein Sohn Antonino Janner wurde später Schweizer Botschafter in Argentinien und Italien. Seine letzte Ruhestätte fand er auf dem Friedhof am Hörnli.

### Schriftstellerisches Wirken
Seit Beginn der 1920er-Jahre publizierte er zu den kulturellen und politischen Beziehungen zwischen dem Tessin und Italien und veröffentlichte Kunst- und Literaturkritik.
In den zahlreichen Polemiken zwischen den sogenannten Helvetisten und der italienfreundlichen Luganeser Gruppe, die sich auf den italienischen Schriftsteller Giovan Battista Angioletti (1896–1961) bezog, setzte er sich besonders für die Helvetisten ein.

## Mitgliedschaften
Arminio Janner gehörte zahlreichen Kommissionen und Stiftungen an.

## Schriften (Auswahl)
- Adolf Hildebrand's und Conrad Fiedler's Kunsttheorie. Locarno, 1912.
- Arminio Janner; Edoardo Berta: Il metallo. Ulrico Hoepli, Mailand 1912–1914.
- Edoardo Berta; Arminio Janner: La pietra: camini e caminiere gotiche, del rinascimento e barocche. Ulrico Hoepli, Mailand 1912.
- Le positivisme et l’histoire de l’art. Sonor S. A. Genève: 1916.
- Francesco Chiesa. Baur, Basel 1916.
- Conrad Ferdinand Meyers Renaissancenovellen. Einsiedeln, 1925.
- Pirandello novelliere. Rom 1932.
- Problemi del Rinascimento. La Nuova Antologia, Rom 1933.
- Individualismus und Religiosität in der Renaissance. Niemeyer, Halle (Saale) 1935.
- Oreficeria urana a Bosco Gurin. Schweizerisches Landesmuseum, Zürich 1937.
- Senso della Svizzera e problemi del Ticino. Istituto editorale ticinese, Bellinzona 1937.
- Uomini e aspetti del Ticino. Istituto editoriale ticinense, Bellinzona 1938.
- Piero Bianconi; Arminio Janner: Arte in Leventina. Istituto editoriale ticinese, Bellinzona 1939.
- Il pensiero politico svizzero: discorso pronunciato a Zurigo in occasione della Settimana Pedagogica. Tipografia Leins e Vescovi, Bellinzona 1940.
- La democrazia ed in ispecie quella svizzera, nell’attuale momento politico: due conferenze tenute al primo corso di educazione nazionale a Locarno, il 9 e 10 settembre 1940. La Scuola, Bellinzona 1941.
- Eloquenza e bontà di Giuseppe Motta. Locarno 1942.
- Il Castiglione e l’Ariosto a sostegno di Enrico Wölfflin. Schwabe, Basel 1944.
- Machiavelli giornalista politico. Buchdruckerei zum Basler Berichthaus, Basel 1945.
- Hermann Janner; Walter Laedrech: Tessiner Landschaften. Haupt, Bern 1947.
- Luigi Pirandello. La Nuova Italia, Florenz 1948.
- Il pensiero storico di Jacopo Burckhardt. Cremonese, Rom 1948.